# Р-143
Р-143 «Багульник» — советская и российская носимая армейская радиостанция, предназначенная для обеспечения коротковолновой связью частей ВДВ и разведподразделений в тактическом звене управления

## Техническая спецификация
Р-143 является коротковолновым симплексным однополосным приёмопередатчиком с CW и режимом частотной телеграфии. Приёмопередатчик состоит из формирующего устройства, блока согласования и настройки, усилителя мощности, синтезатора частот, приёмника, блока частотного телеграфирования и передней панели. К приёмопередатчику прилагаются антенна, микротелефон и телеграфный ключ. Усилитель мощности — широкополосный двухтактный с транзисторами КТ921 на выходе. Основная избирательность обеспечивается на второй полое частот, равной 500 кГц с помощью ЭМФ. Формирование однополосного сигнала при передаче происходит тоже на частоте 500 кГц. Стабильность частоты и режимы работы радиостанции позволяют вести беспоисковую связь с однотипными радиостанциями, а также с радиостанциями типа Р-129, Р-130М, Р-140 и Р-134.
Радиостанция Р-143 обеспечивает следующие виды работ:
- прием и передачу телефонных сигналов при однополосной модуляции на верхней боковой полосе частот,
- прием и передачу телеграфных сигналов при частотном телеграфировании со сдвигом частоты ±250 Гц от номинальной частоты,
- прием и передачу телеграфных сигналов с амплитудной манипуляцией,
- прием и передачу тонального вызова с частотой 1000_9fi0 ц в режиме ОМ,
- работу на передачу в режиме ЧТ с аппаратурой Р-014, подключенной к розетке БД.

В диапазоне 1,5—19,999 МГц радиостанция имеет 18500 фиксированных частот расположенных с шагом в 1 кГц.
В качестве источника электропитания служат две аккумуляторные батареи типа 10-НКБН-3,5 с номинальным напряжением 12,5 В каждая или дополнительная аккумуляторная батарея, состоящая из 10 аккумуляторов типа 2НКП-24.
Радиостанция работает со следующими типами антенн:
- «Штырь-2м»
- «Штырь-4м»
- «Симметричный вибратор».

Радиостанция работоспособна в интервале температур от минус 50°С до плюс 50°С и относительной влажности воздуха до 98 % при температуре 40°С. Масса комплекта радиостанции в укладочном ящике не превышает 85 кг.

## Тактико-технические параметры
Основные тактико-технические параметры радиостанции при номинальном напряжении питания и при нормальных климатических условиях сведены в таблицу:
| #  | Наименование параметра | Величина параметра |
| -- | --- | ------------------ |
| 1  | Диапазон частот, МГц | 1,5—19,999         |
| 2  | Шаг перестройки, кГц | 1                  |
| 3  | Относительная нестабильность частоты станции в режиме AT, не более | ?                  |
| 4  | Сдвиг частоты в режиме ЧТ, измеренный относительно частоты в режиме AT, Гц, не более | ±3,О-10-           |
| 5  | Выходная мощность передатчика в режимах AT, ЧТ или пиковая мощность в режиме ОМ, Вт, не менее при 100 % мощности: в диапазоне 1,5—4 МГц в диапазоне 4—19,999 МГц при 10 % мощности: в диапазоне 4—19,999 МГц                               | 1—4                |
| 6  | Подавление напряжения несущей частоты на выходе передатчика по отношению к напряжению частот верхней боковой полосы, дБ, не менее | 26                 |
| 7  | Подавление гармоник основного сигнала, ДБ, не менее | 35                 |
| 8  | Подавление побочных комбинационных извлечений передатчика, дБ, не менее | 80                 |
| 9  | Завал частотной характеристики телефонного канала Пр в диапазоне частот 350—З200 Гц в сторону верхних частот, дБ | 18±5               |
| 10 | Чувствительность Прм в режимах ОМ, ЧТ, AT при отношении сигнал/шум 20 дБ, мкВ, не хуже | ?                  |
| 11 | Избирательность Прм, дБ, не менее. а) по соседнему каналу при расстройке "а: ±11 кГц ±30 кГц ±10 % от номинальной частоты б) по зеркальному каналу и по первой промежуточной частоте в диапазоне частот 1,5—12 МГц 12—16 МГц 16—19,999 МГц | 60 70 85 60 70 5   |
| 12 | Коэффициент гармоник Прм, %, не более | ?                  |
| 13 | Неравномерность частотной характеристики передатчика, дБ, не более | ?                  |
| 14 | Время непрерывной работы радиостанция в режиме AT при питании от свежезаряженных аккумуляторов при соотношении времени приема и времени передачи 5 1, ч, в нормальных условиях, не менее при 100 % мощности при 10 % мощности              | 10 15              |
| 15 | Потребляемый ток при номинальных напряжениях аккумуляторные батарей, А, не более при приеме в режимах ОМ, AT, ЧТ при передаче по цели 25 В по цепи 12,5 В                                                                                  | 0,2 1,4 0,45       |
| 16 | Эффективность АРУ при изменении выходного напряжения не более, чем в 2 раза, дБ | 80                 |
| 17 | Величина ослабления неиспользуемой нижней боковой частоты, дБ, не менее | 46                 |
| 18 | Коэффициент гармоник передатчика, %, не более | 10                 |
| 19 | Габариты радиостанции, мм | 105×310×350        |
| 20 | Масса рабочего комплекта, кг, не более | 11                 |

## Варианты
На момент выпуска было известно о трёх основных модификациях радиостанции Р-143:
- Серия 01 — базовая,
- Серия 02 с переработанным блоком согласования и настройки при работе на антенну «Штырь-4м», доработанным синтезатором частот и другими улучшениями
- Серия 03 с дополнительным семиконтактным разъёмом для питания от упаковки с аккумуляторами 2НКП-24М, изменённым разъёмом питания и переработанной схемой приёмника.